# Лубенский, Ян
Ян Лубенский (пол. Jan Łubieński; 27 декабря 1786, Щитники — 20 июня 1878, Варшава) — польский граф, депутат сейма, судья Высшего Суда Царства Польского (1834), советник Совета варшавского департамента Великого герцогства Варшавского от Сохачевского повята (с 1811) , экономист, генерал народного ополчения, филантроп.

## Биография
Представитель польского шляхетского рода Лубенских герба «Помян». Четвертый сын графа Феликса Лубенского (1758—1848), министра юстиции Великого герцогства Варшавского, и Теклы Терезы Катарины Белинской (1762—1810). Братья — Франтишек Ксаверий, Томаш, Пётр, Тадеуш, Генрик и Юзеф Лубенские.
Получил домашнее образование, которое дополнил в 1801 году пребыванием в Вене вместе со старшими братьями. После вторжения французских войск на польские земли 18-летний юноша Ян Лубенский был избран генералом народного ополчения Равской земли. В начале февраля захватил штурмом Щецинек. Весной 1807 года вернулся в к управлению семейного поместья в Гузуве. В 1809 году он был назначен одним из руководителей столицы, который должен был организовать местную гвардию и сохранить спокойствие в городе, но просил освободить его от этой должности. В 1810—1813 годах Ян Лубенский был консуляром Варшавского департамента в Главной Счетной палате, а благодаря стараниям отца избирался депутатом на сеймы 1811 и 1812 годов.
В 1817 году Ян Лубенский был сеймовым маршалком Станиславского повета Мазовецкого воеводства. В 1825—1830 годах — судья в Станиславском повяте. Его младший брат и экономист Генрик Лубенский ввел Яна в 1829 году в совет директоров Towarzystwa Wyrobów Zbożowych, а в 1830 году — Towarzystwa Wyrobów Lnianych, также он стал членом торгового дома «Bracia Łubieńscy i Spółka». После начала ноябрьского восстания в Польше Ян Лубенский организовал склады продовольственные, а затем был генеральным интендантом армии после Константина Волицкого. В 1832 году Ян Лубенский отказался от общественной жизни и ограничился благотворительностью. После создания в 1842 году главного попечительского совета благотворительных учреждений в течение многих лет был её членом. В 1858 году Ян Лубенский был членом сельскохозяйственного общества в Царстве Польском.
Владелец имение Окунев, получил от своего тестя поместье Млодзианов в Плоцком воеводстве.
Граф Ян Лубенский скончался 20 июня 1878 года в Варшаве в возрасте 91 года. Он был похоронен на повонзковском кладбище в Варшаве.

## Семья
1-я жена с 1810 года — Анна Клицкая (1790 — 1 февраля 1837), дочь чашника ружанского Станислава Клицкого (1739—1826) и Евы Шимановской (1760—1821). Дети от первого брака:
- Граф Станислав Феликс Август Лубенский (22 сентября 1811 — 17 августа 1883), холост и бездетен
- Графиня Амелия Лубенская (1 марта 1815 — 4 декабря 1887), муж с 1840 года граф Кароль Иоахим Корвин-Красинский (1812—1870). Их брак был бездетным
- Графиня Эвелина Лубенская (4 мая 1816 — 12 июня 1901), муж с 1838 года Вацлав Каспер Себастьян Попел-Хосцяк (1811—1899)
- Граф Владислав Лубенский (23 июля 1817 — 16 сентября 1880), жена с 1849 года Мария Орсетти (1828—1903)

2-я жена с 1843 года Изабелла Михаловская (24 января 1812 — 14 декабря 1888), дочь Томаша Теодора Михаловского (ок. 1784—1852) и Теклы Каменецкой. Дети от второго брака:
- Графиня Людвика Лубенская (25 августа 1845 — 16 марта 1928), муж с 1873 года граф Владислав Мельжиньский (1848—1907).